# Chalamera
Chalamera település Spanyolországban, Huesca tartományban. Chalamera Ballobar, Alcolea de Cinca, Ontiñena, Albalate de Cinca, Belver de Cinca és Osso de Cinca községekkel határos. Lakosainak száma 131 fő (2024).

## Népesség
A település népessége az utóbbi években az alábbiak szerint változott:
| Lakosok száma | 153  | 153  | 144  | 135  | 122  | 103  | 108  | 106  | 114  | 131  |
|               | 2001 | 2004 | 2006 | 2009 | 2011 | 2014 | 2016 | 2019 | 2021 | 2024 |